# Тарногродський Микола Павлович

Погруддя Миколи Тарногродського у Вінниці (1979—2014).

Микола Павлович Тарногродський (в деяких джерелах Тарногородський) (16 (28) серпня 1894, Залісці — 31 січня 1938, м.Оренбург) — український радянський політичний і державний діяч, репресований.

## Біографія
Народився 16 (28 за н.с.) серпня 1894 року в с. Залісці (тепер Дунаєвецького району Хмельницької області) в селянській родині.
З 1905 року жив у Вінниці, відвідував реальне училище. З 1914 навчався на медичному факультеті Київського університету.
З 1915 по 1916 працював у підпільній організації Києва. 28 квітня 1916 заарештований під час тиражування антивоєнної листівки, ув'язнений у Лук'янівській в'язниці. Після Лютневої революції 1917 звільнений; переїхав до Вінниці, де очолив міський комітет РСДРП(б); з липня 1917 — член обласного комітету РСДРП(б) Південно — Західного краю. Під час жовтневого перевороту 1917 — голова Вінницького ревкому та один з керівників вінницького жовтневого повстання.
За Української Держави у 1918 член київського підпільного обкому КП(б) України. З 1919 — голова Подільського Губвиконкому. Під час денікінщини працював у Зафронтовому бюро КП(б) України, потім — завідувач відділом КП(б) України по роботі на селі. З 1920 голова Подільського губвиконкому, з червня 1921  по серпень 1922 — голова Полтавського губкому КП(б) України, пізніше відповідальний секретар Челябінського та Владивостоцького окружкомів РКП(б).
З середини 1930-х років на посаді завідувача відділу культури і пропаганди Оренбурзького обкому партії. Пізніше — на керівній партійній роботі на Уралі, Північному Кавказі, Далекому Сході тощо, на відповідальній роботі у Виконкомі Комінтерну. Член ВУЦВК. У 1937 році заарештований за звинуваченням у зв'язках з троцькістами та 31 січня 1938 розстріляний в Оренбурзі. Реабілітований 4 липня 1957.